# Hans-Joachim Deneke-Jöhrens

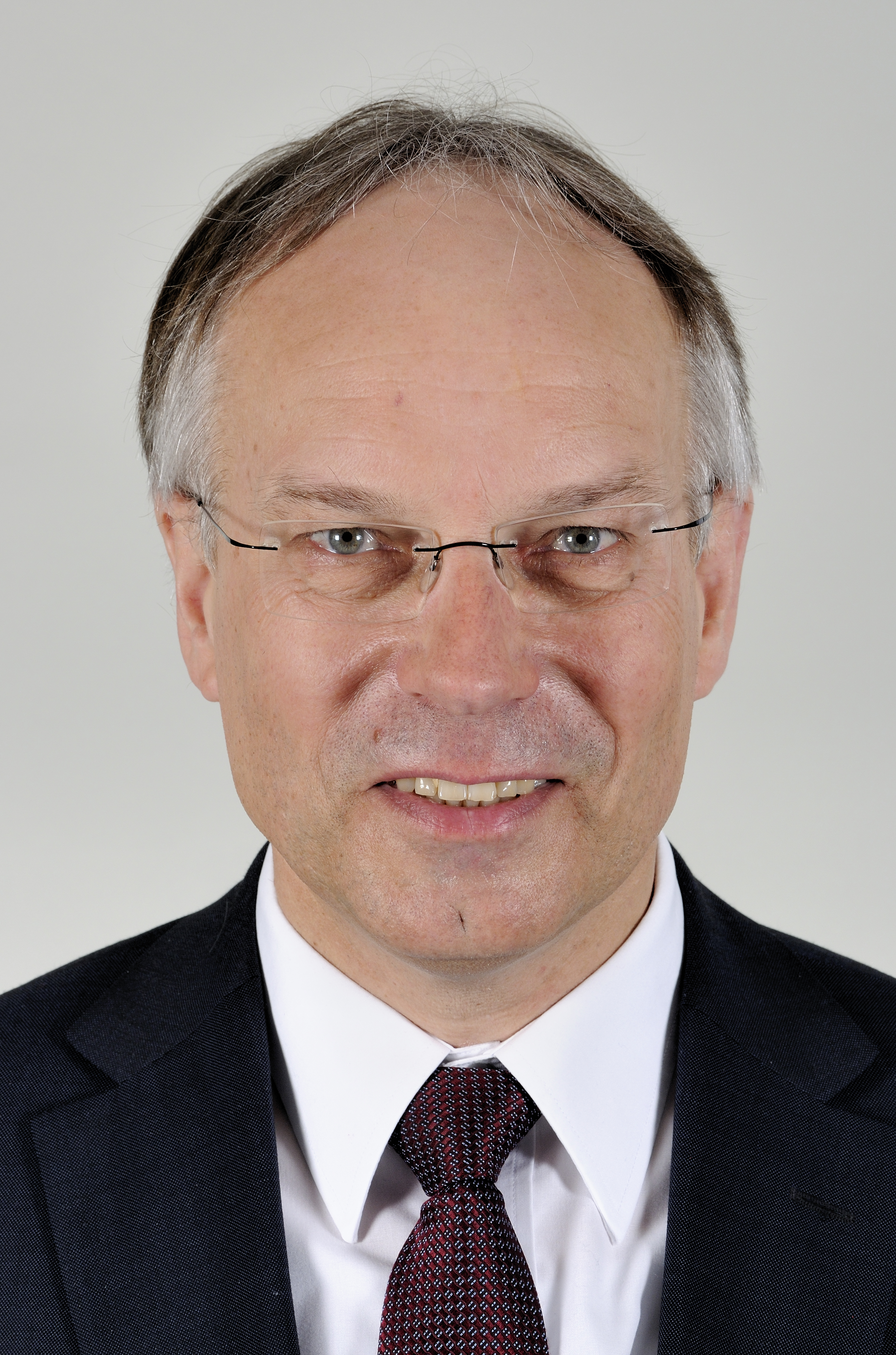
Hans-Joachim Deneke-Jöhrens, 2013

Hans-Joachim Deneke-Jöhrens (* 30. Mai 1961 in Hannover) ist ein deutscher Politiker (CDU). Er war von 2008 bis 2017 Abgeordneter des Niedersächsischen Landtages.

## Leben
Nach dem Abitur 1980 am Gymnasium Lehrte begann Deneke-Jöhrens eine Laufbahn als Reserveoffizier bei der Bundeswehr. Er studierte von 1982 bis 1987 Agrarwissenschaft an der Georg-August-Universität Göttingen und wurde 1991 am dortigen Institut für Agrikulturchemie promoviert. Seit dem gleichen Jahr bewirtschaftet er einen landwirtschaftlichen Familienbetrieb in Lehrte.
Deneke-Jöhrens ist seit 1996 Mitglied der CDU. Er ist seit 1996 Mitglied des Lehrter Stadtrates und war dort von 2002 bis 2021 Vorsitzender der CDU-Fraktion. Von Februar 2008 bis November 2017 gehörte er für zwei Wahlperioden dem Niedersächsischen Landtag an, in dem er als direkt gewählter Abgeordneter den Wahlkreis 30 Lehrte vertrat.
Deneke-Jöhrens ist verheiratet und hat einen Sohn.